# Волф Хаас
Волф Хаас (на немски: Wolf Haas) е австрийски писател.

## Биография
Роден е на 14 декември 1960 година в Мария Алм. През 1988 година завършва германистика в Залцбургския университет, след което работи в рекламния бранш. От 1996 година публикува книги, като е най-известен със своите криминални романи.